# (1565) Lemaître
Pour les articles homonymes, voir Lemaître.
(1565) Lemaître est un astéroïde de la ceinture principale aréocroiseur, découvert le 25 novembre 1948 à l'observatoire royal de Belgique à Uccle par l'astronome Sylvain Arend (1902-1992). Il porte le nom du chanoine, astronome et physicien belge Georges Lemaître (1894-1966) connu pour sa théorie du Big Bang.
Sa désignation provisoire était 1948 WA.